# スタディオ・ジュゼッペ・メアッツァ
スタディオ・ジュゼッペ・メアッツァ（Stadio Giuseppe Meazza） は、イタリア・ミラノにあるサッカー専用スタジアム。インテル・ミラノとACミランがホームスタジアムとして使用しており、両クラブが共同保有するM-Iスタディオ有限会社によって管理・運用されている。

## 概要
1926年にACミランの本拠地として開場し、1937年から1939年にかけて行われた改修工事でそれまでのグラウンド形式からスタジアムへと生まれ変わった。第二次世界大戦後の1954年に施された大規模な拡張工事で現在の多層構造をとる約10万人収容のビッグスタジアムとなり、1987年からの3年間で現在の最上部にあたる3階席が新設された。1990年に完成した観客席最上部にあたる3階席からは、スタジアムのピッチを見下ろす、いわゆる俯瞰できるほど高い位置にあり、観客席の傾斜も急勾配である。2022-23シーズン現在の収容人数は全席が座席の75,000人である。
開場から以来ACミランがホームスタジアムとして使用する中で1947年からはインテルナツィオナーレ・ミラノもホームスタジアムとしている。ミラノ市内にあるスカラ座にちなんでカルチョのスカラ座またはサッカーのスカラ座とも呼ばれ、現存するスタジアムでは4番目に古く、かつ国内のサッカースタジアムにおいては最大の収容能力を持つスタジアムとなっている。
その歴史を通して数多くのサッカーの国際大会が開催されてはいるが、その他スポーツの会場となった過去がある。2009年のラグビーユニオンや1960年のボクシング世界王者決定戦がその一例である。2026年にはミラノ・コルティナダンペッツォ冬季五輪の開会式もこのスタジアムで行われる予定である。

## スタジアム名
スタジアム開場の1926年から1980年までは正式名称のスタディオ・コムナーレ・ディ・サン・シーロ（Stadio Comunale di San Siro）を略してサン・シーロと呼ばれていた。しかし、1980年にインテル・ミラノの黄金期を牽引したジュゼッペ・メアッツァが死去すると、スタジアムの所有者であったミラノ市は現在の正式名称であるスタディオ・ジュゼッペ・メアッツァ（Stadio Giuseppe Meazza）へと改名した。インテル・ミラノのサポーター側はこの決定を受け入れたものの、ACミランのサポーターたちはこの決定を快く思わなかったため、サン・シーロという愛称を使用し続けている。しかし、時代を経るに従ってこの問題は徐々に薄れており、どちらの名称を使用するかは個人の自由でもある。
なお、サン・シーロとはミラノ西部にある教会から取られている。

## 建て替え計画
2019年秋からインテルとACミランは新スタジアムを自前で建設する提案を共同で行うことになった。現在駐車場となっている敷地内に6万人収容の新スタジアムを建設するという計画で敷地内にはホテルやオフィスビル、ショッピングセンターなどを併設して収益を出す形にする予定となっていた。2022年3月には新スタジアム建設候補地の錯綜、ミラノ市議会やロンバルディア州議会の反対などでその後の交渉が進展していない。

## アクセス
市内西部に位置し、交通の便はよい。
- トラム - 16番のトラムに乗り、終点 (San Siro Stadio M5) で下車。
- 地下鉄 - Linea M5の終点、サン・シーロ・スターディオ駅で下車。

## 開催された主な試合・イベント

### サッカー
- イタリア代表の国際Aマッチはen:San Siro#Italy national teamを参照のこと。

- 1934 FIFAワールドカップ

| 日付          | ホームチーム | 結果 | アウェーチーム | ラウンド |
| ------------- | ------------ | ---- | -------------- | -------- |
| 1934年5月27日 | スイス       | 3-2  | オランダ       | 1回戦    |
| 1934年5月31日 | ドイツ       | 2-1  | スウェーデン   | 準々決勝 |
| 1934年6月3日  | イタリア     | 1-0  | オーストリア   | 準決勝   |

- UEFA欧州選手権1980

| 日付          | ホームチーム | 結果 | アウェーチーム   | ラウンド  |
| ------------- | ------------ | ---- | ---------------- | --------- |
| 1980年6月12日 | スペイン     | 0-0  | イタリア         | グループB |
| 1980年6月15日 | ベルギー     | 2-1  | スペイン         | グループB |
| 1980年6月17日 | オランダ     | 1-1  | チェコスロバキア | グループA |

- 1990 FIFAワールドカップ

| 日付          | ホームチーム     | 結果 | アウェーチーム   | ラウンド           |
| ------------- | ---------------- | ---- | ---------------- | ------------------ |
| 1990年6月8日  | アルゼンチン     | 0-1  | カメルーン       | グループB (開幕戦) |
| 1990年6月10日 | 西ドイツ         | 4-1  | ユーゴスラビア   | グループD          |
| 1990年6月15日 | 西ドイツ         | 5-1  | アラブ首長国連邦 | グループD          |
| 1990年6月19日 | 西ドイツ         | 1-1  | コロンビア       | グループD          |
| 1990年6月24日 | 西ドイツ         | 2-1  | オランダ         | ベスト16           |
| 1990年7月1日  | チェコスロバキア | 0-1  | 西ドイツ         | 準々決勝           |

- UEFAネーションズリーグ2020-21・決勝ラウンド

| 日付           | ホームチーム | 結果 | アウェーチーム | ラウンド |
| -------------- | ------------ | ---- | -------------- | -------- |
| 2021年10月6日  | イタリア     | 1-2  | スペイン       | 準決勝   |
| 2021年10月10日 | スペイン     | 1-2  | フランス       | 決勝     |

- その他

| 日付          | ホームチーム             | 結果         | アウェーチーム           | ラウンド                            |
| ------------- | ------------------------ | ------------ | ------------------------ | ----------------------------------- |
| 1965年5月27日 | インテル・ミラノ         | 1-0          | SLベンフィカ             | UEFAチャンピオンズカップ1964-65決勝 |
| 1970年5月6日  | フェイエノールト         | 2-1 (a.e.t.) | セルティックFC           | UEFAチャンピオンズカップ1969-70決勝 |
| 2001年5月23日 | FCバイエルン・ミュンヘン | 1-1 5-4 (p)  | バレンシアCF             | UEFAチャンピオンズリーグ2000-01決勝 |
| 2016年5月28日 | レアル・マドリード       | 1-1 5-3 (p)  | アトレティコ・マドリード | UEFAチャンピオンズリーグ2015-16決勝 |

### ボクシング
- 1960年 - スーパーライト級  ドゥリオ・ロイ（英語版） ×  カルロス・オルチス

### コンサート
このスタジアムで開催された主なコンサート一覧
| 日付          | アーティスト                   | 観客    |
| ------------- | ------------------------------ | ------- |
| 1985年6月21日 | ブルース・スプリングスティーン | 65,000  |
| 1987年6月10日 | デヴィッド・ボウイ             | 70,000  |
| 1997年6月18日 | マイケル・ジャクソン           | 65,000  |
| 2005年7月20日 | U2                             | 137,427 |
| 2005年7月21日 | U2                             | 137,427 |
| 2006年7月11日 | ボ・ディドリー                 | 56,175  |
| 2009年6月18日 | デペッシュ・モード             | 57,544  |
| 2009年7月14日 | マドンナ                       | 55,338  |
| 2010年6月8日  | ミューズ                       | 60,000  |
| 2013年6月29日 | ボン・ジョヴィ                 | 51,131  |
| 2014年6月28日 | ワン・ダイレクション           | 111,531 |
| 2014年6月29日 | ワン・ダイレクション           | 111,531 |
| 2016年7月13日 | リアーナ                       | 53,000  |
| 2016年7月18日 | ビヨンセ                       | 54,313  |
| 2017年7月3日  | コールドプレイ                 | 117,307 |
| 2017年7月4日  | コールドプレイ                 | 117,307 |
| 2019年6月19日 | エド・シーラン                 | 54,892  |
| 2022年6月21日 | ローリング・ストーンズ         | 57,204  |

## ギャラリー

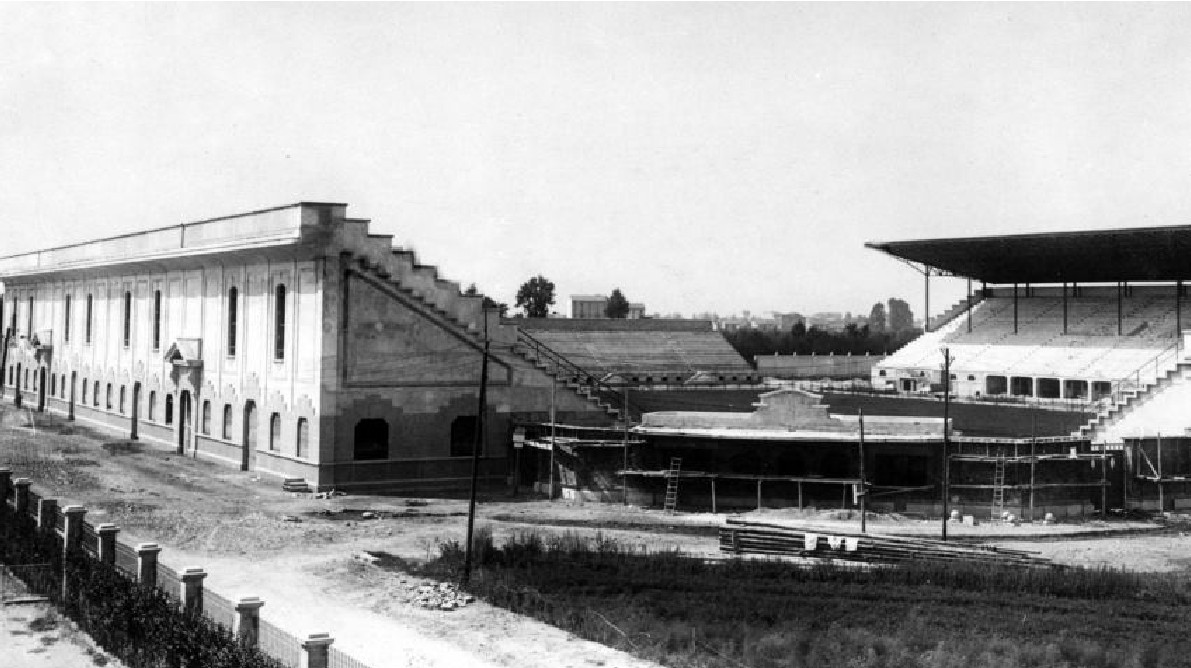
建設途中のスタジアム (1926年)
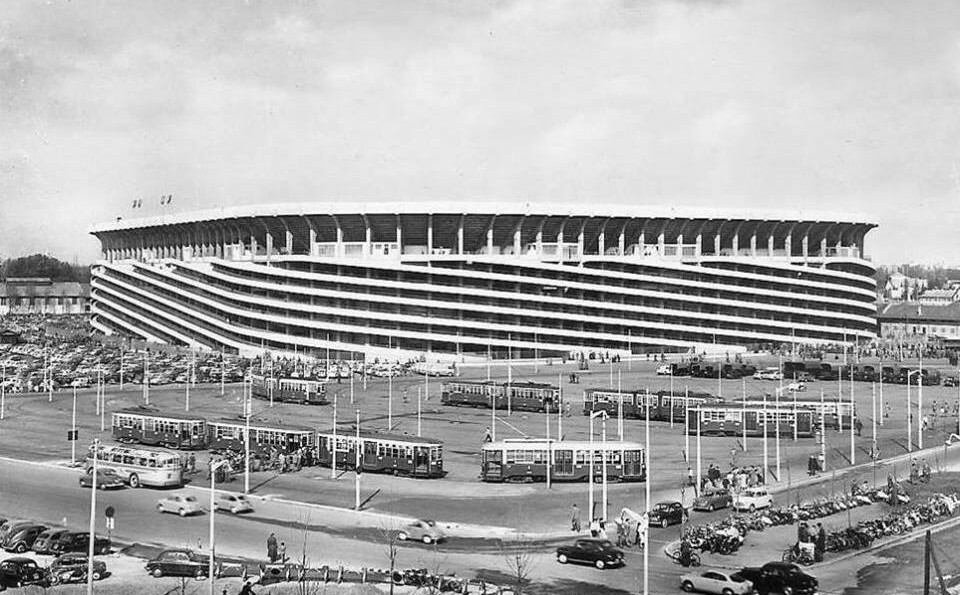
1955年のスタジアム
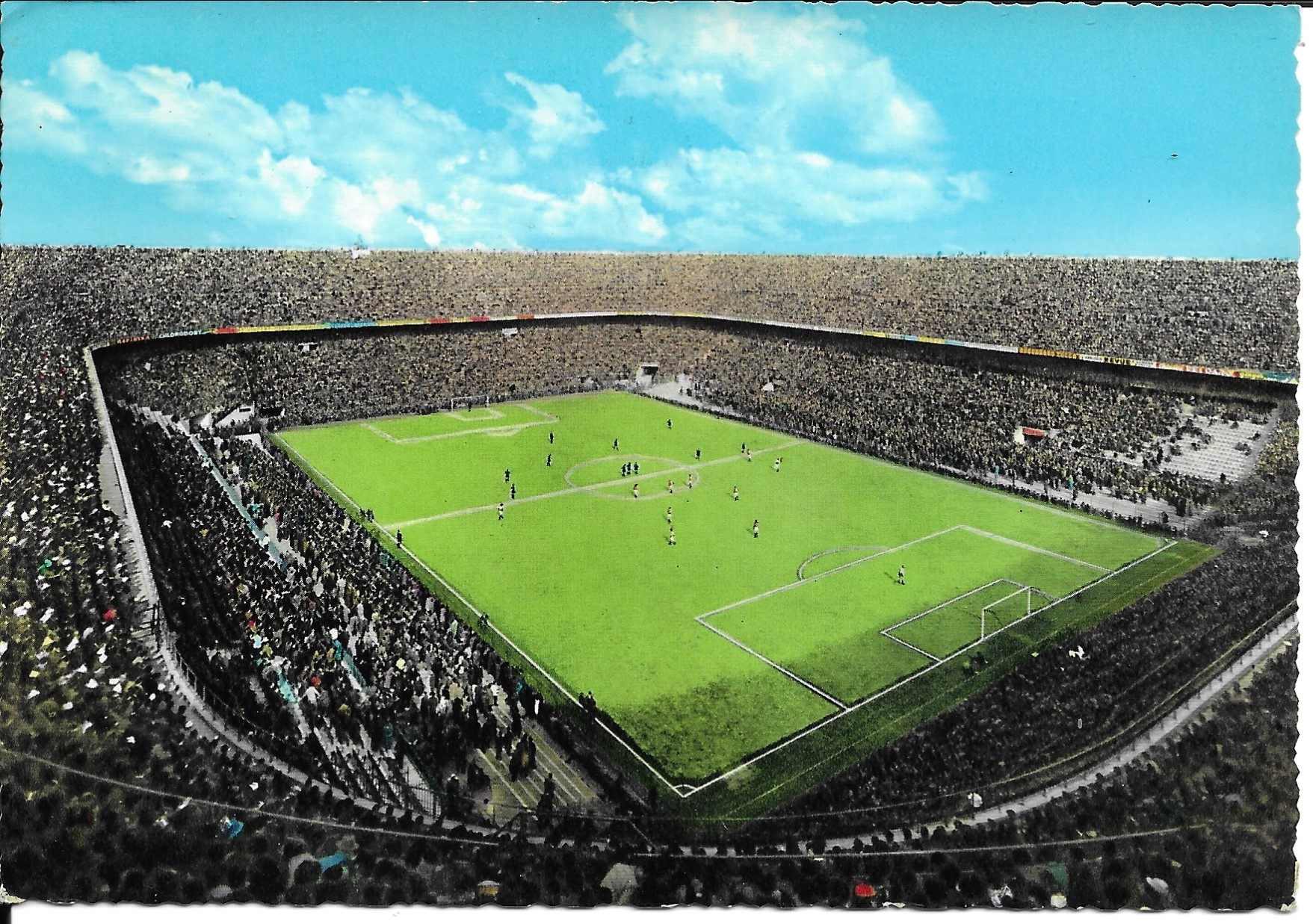
1963年のスタジアム
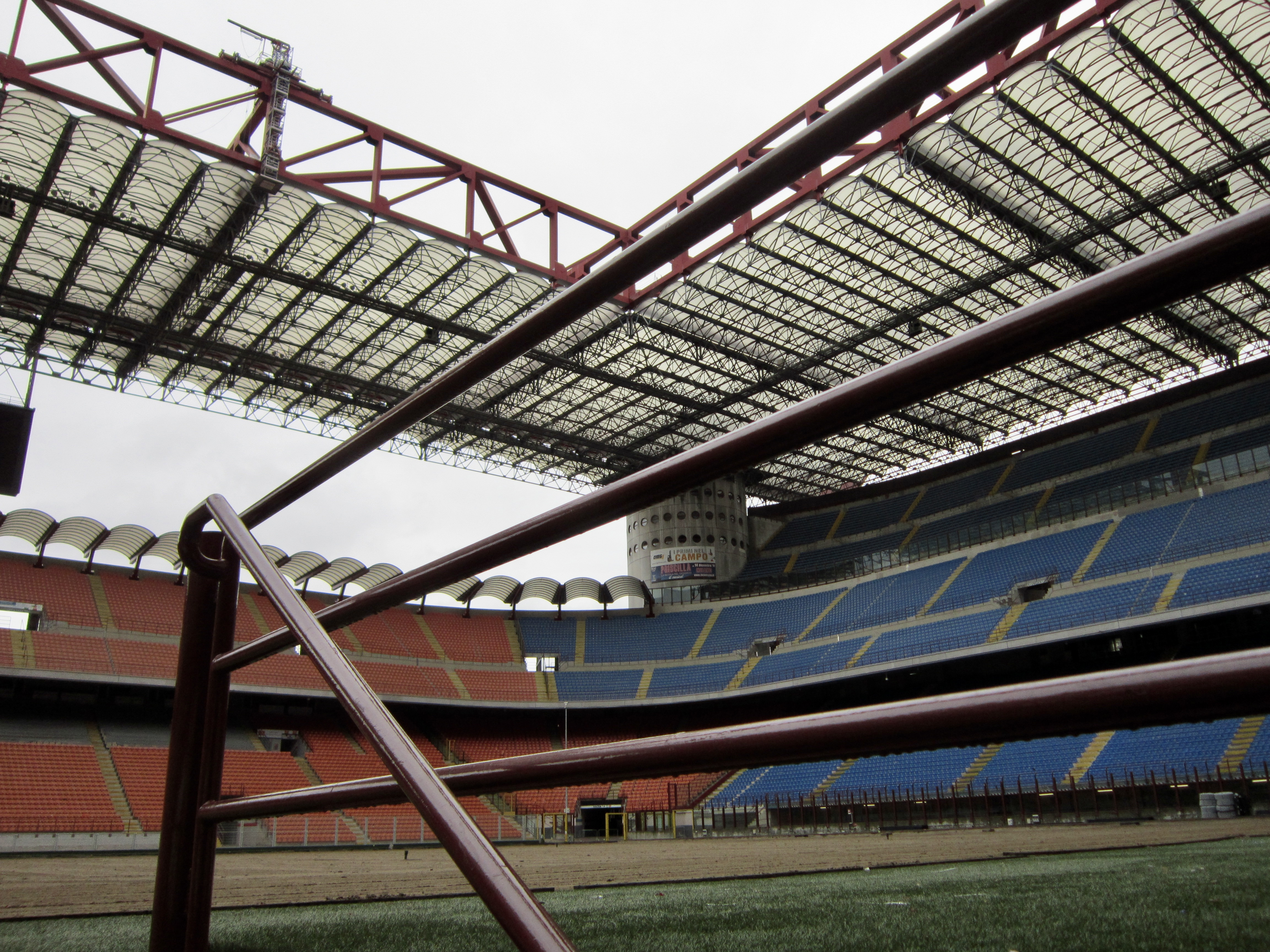
1990年の増築後
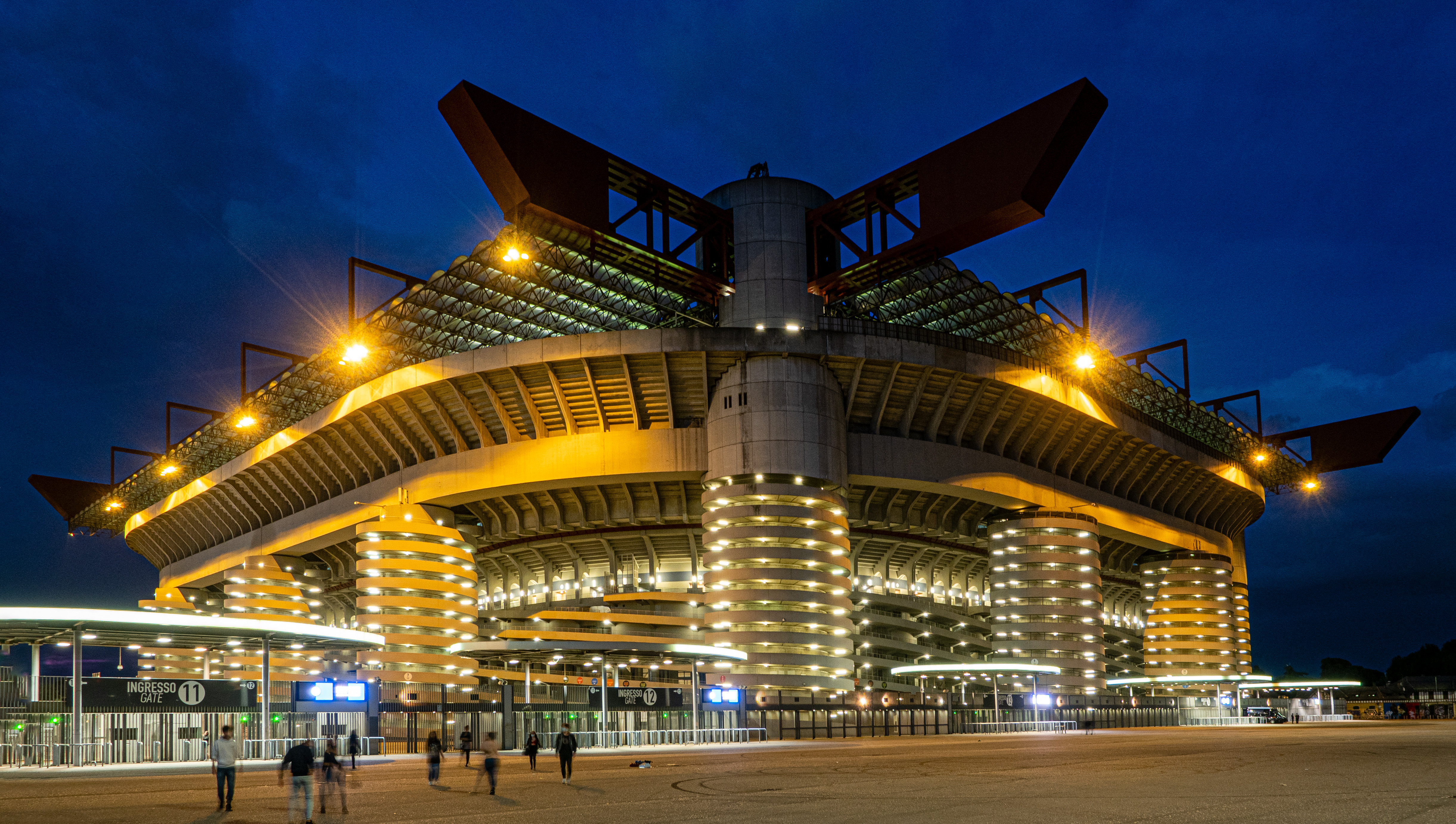
夜のスタジアム
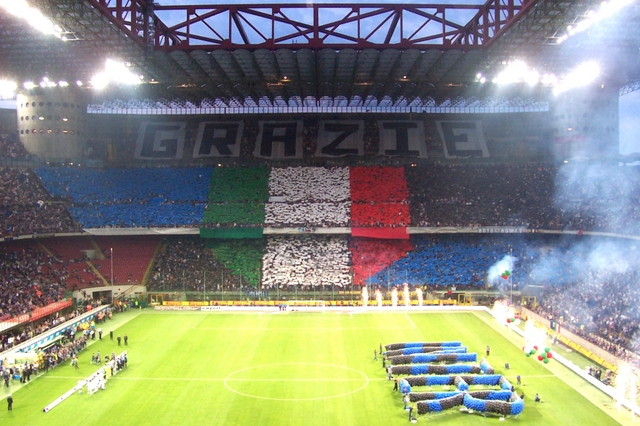
北スタンド (2007年)
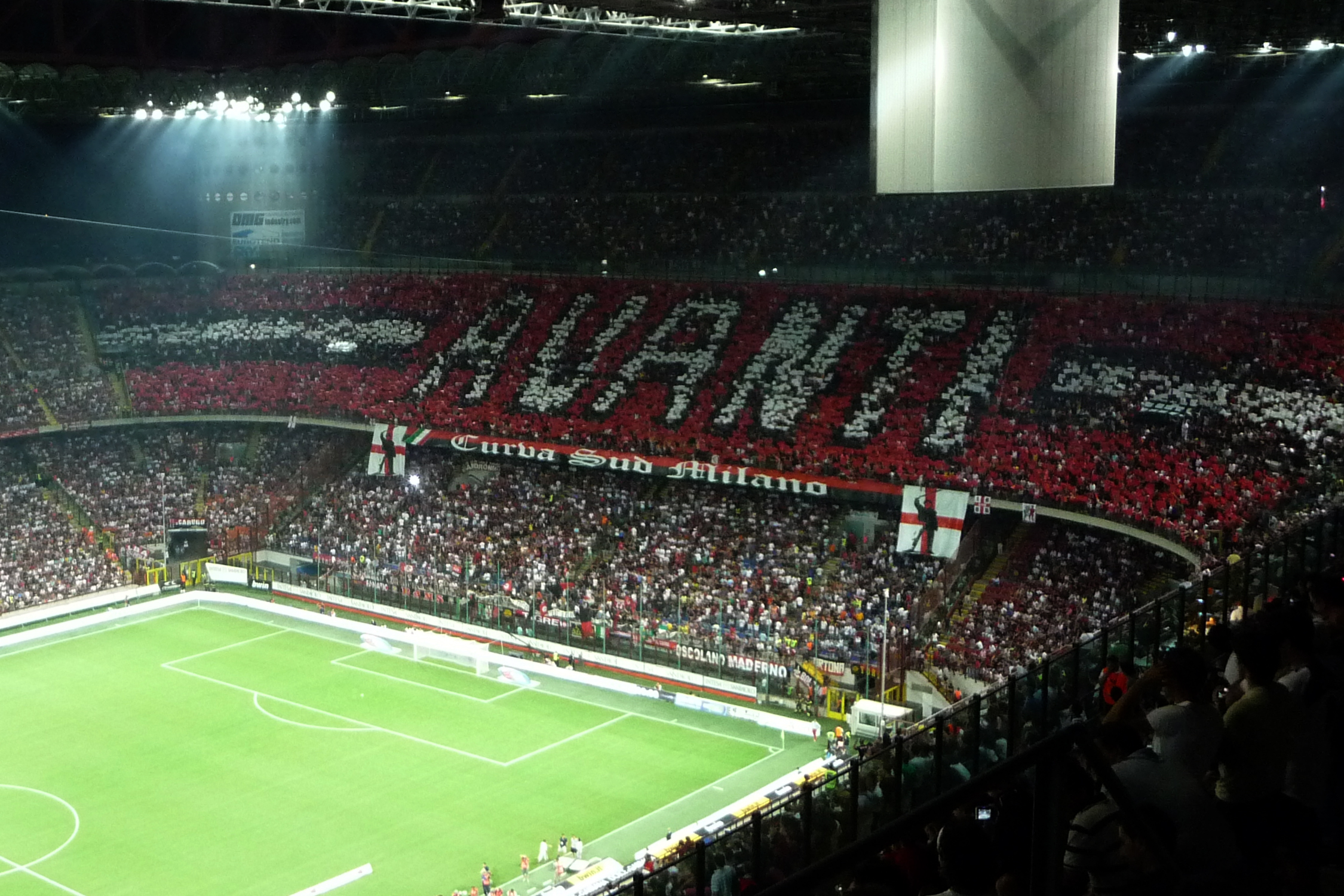
2009年のミラノダービー
2014年の外観
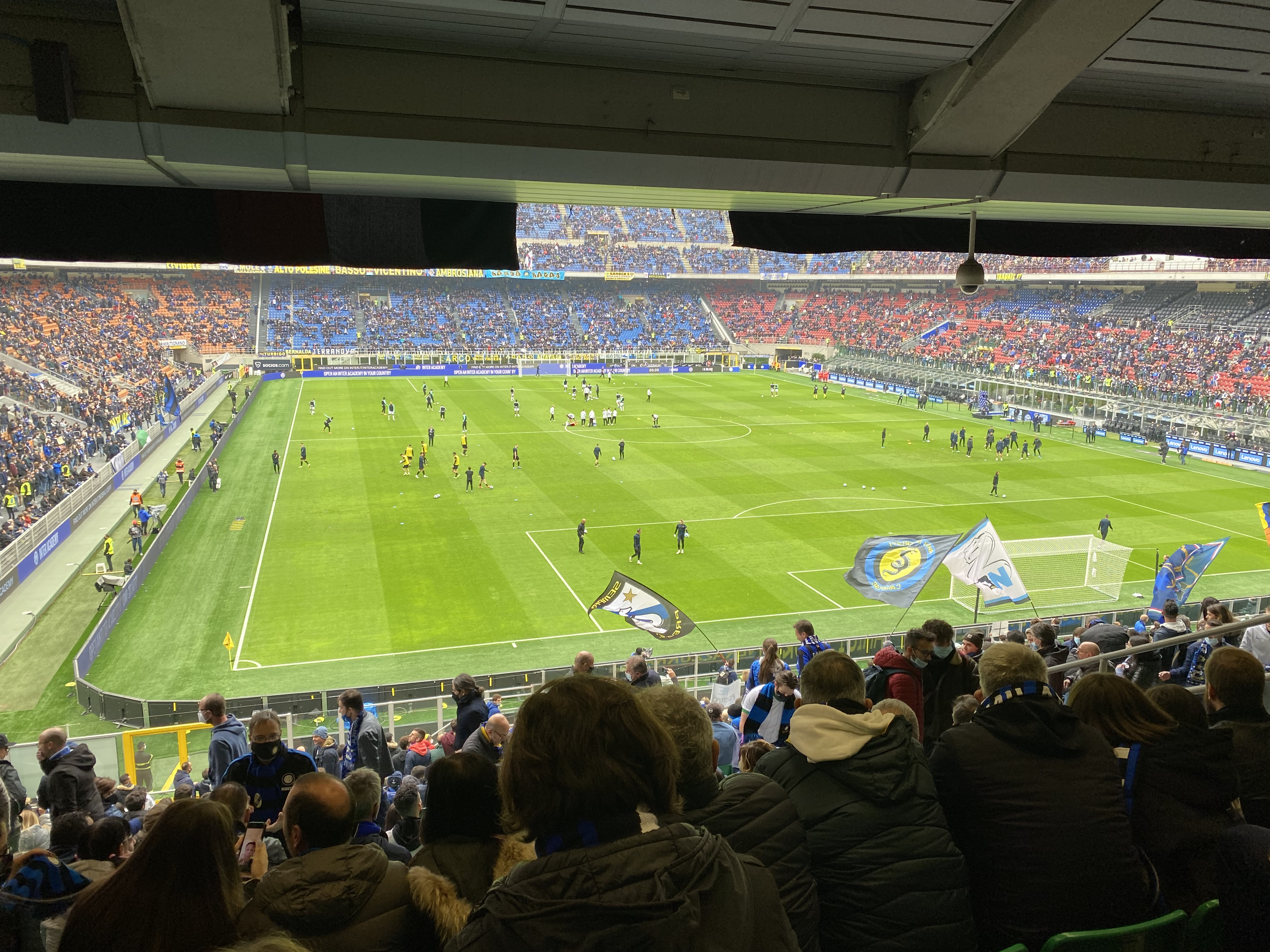
1階席からの眺め
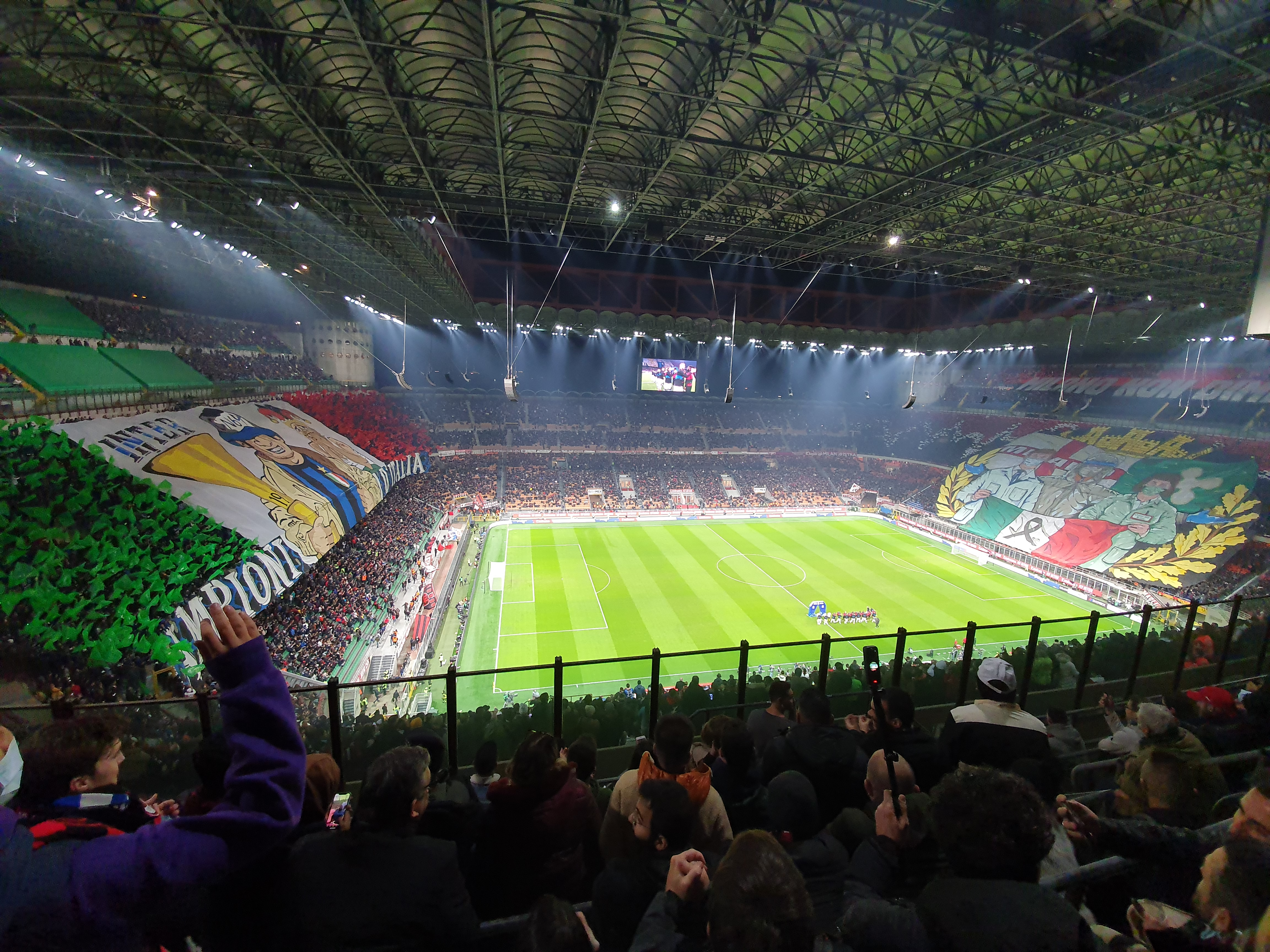
2階席からの眺め
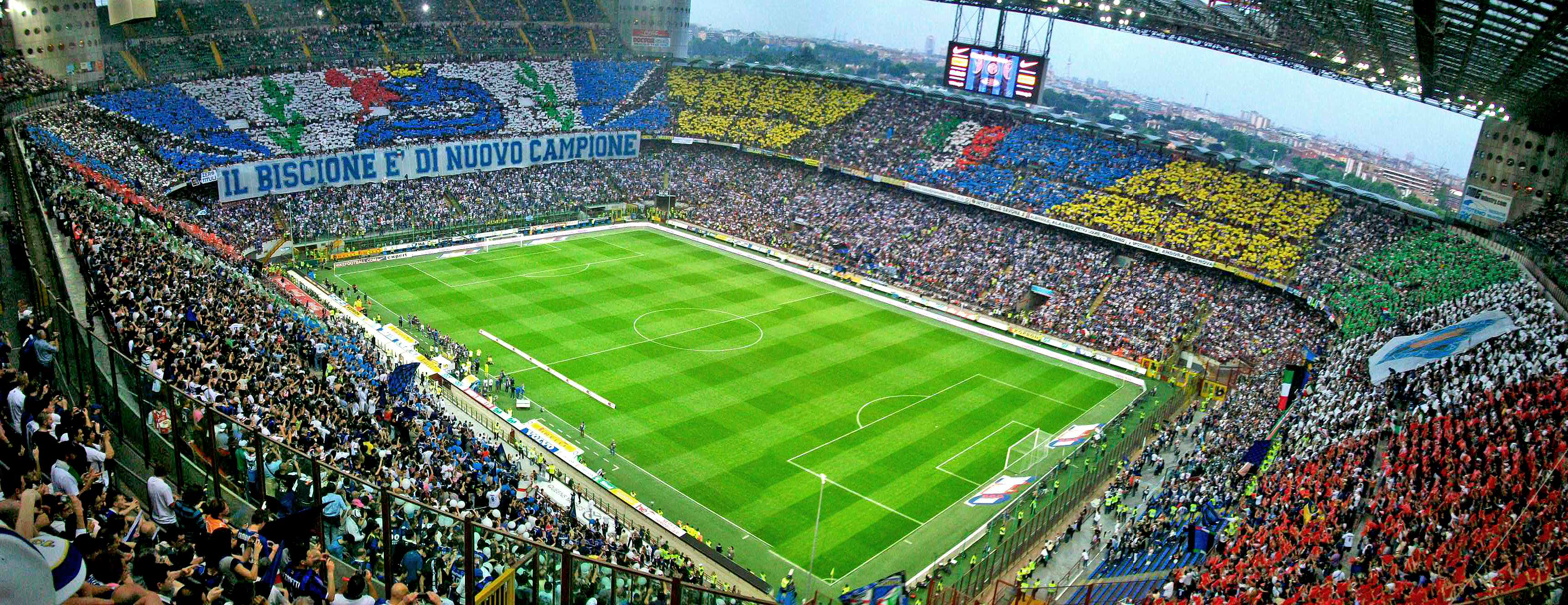
3階席からの眺め
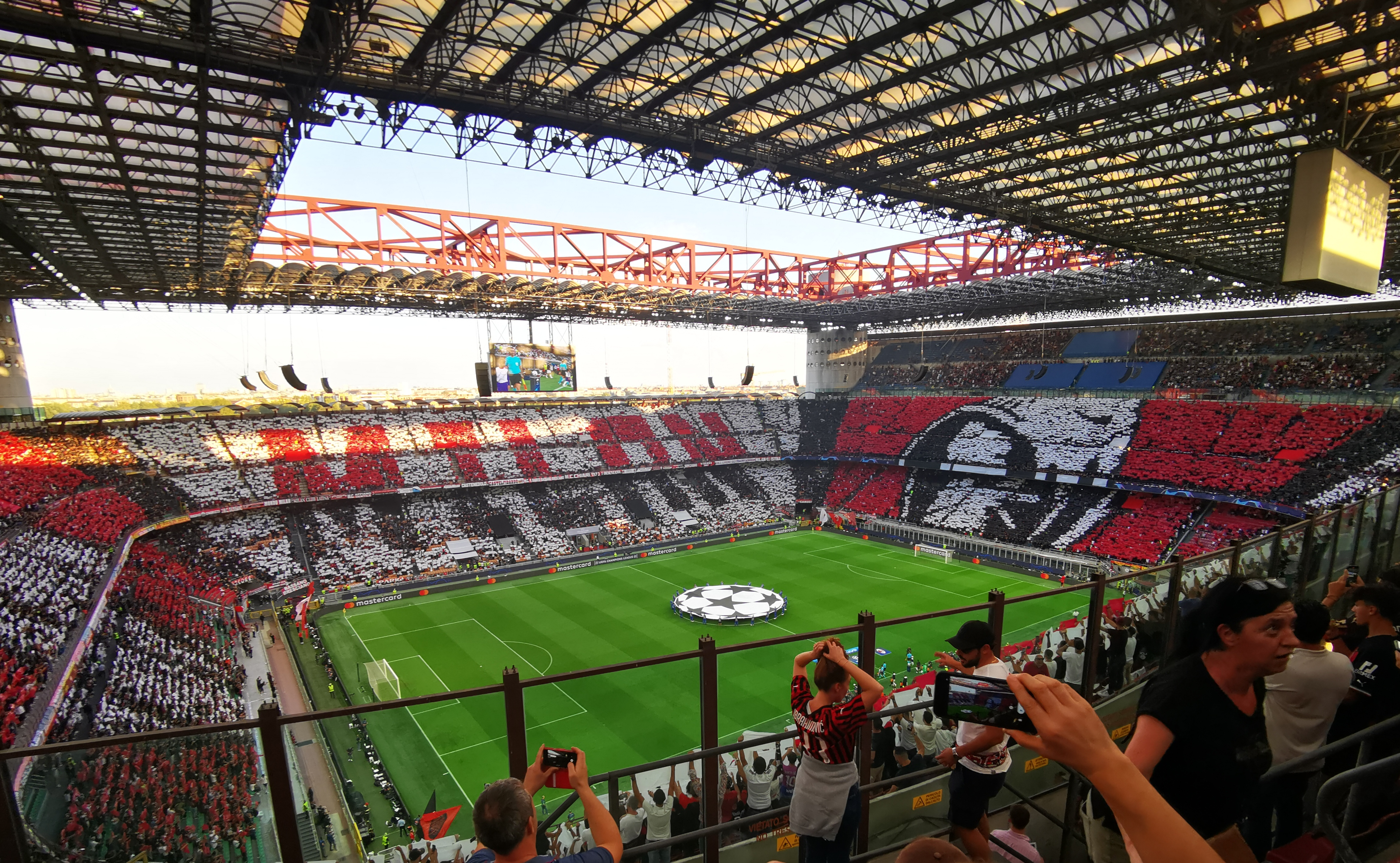
3階席からの眺め